# Frank Pobell
Frank D. M. Pobell (* 9. August 1937 in Berlin) ist ein deutscher Physiker, Wissenschaftsmanager und Autor sowie ehemaliger Präsident der Leibniz-Gemeinschaft. Er ist ordentlicher Professor für Experimentalphysik. Sein Spezialgebiet ist Materie bei tiefsten Temperaturen und stärksten Magnetfeldern.

## Leben und Wirken
Frank Pobell, Sohn von Irmgard L. Pobell, geborene Lühr, und des Kaufmanns Werner Pobell, studierte von 1957 bis 1962 Physik an der Universität München. Das Studium schloss er mit einem Diplom in Experimentalphysik ab. 1965 wurde er an der TU München mit einer Arbeit zum Mößbauer-Effekt in Supraleitern zum Dr. rer. nat. promoviert und 1969 habilitierte er sich dort mit Arbeiten zum superfluiden Helium. Von 1962 bis 1966 war er wissenschaftlicher Mitarbeiter bei der Kommission für Tieftemperaturforschung der Bayerischen Akademie der Wissenschaften, danach von 1966 bis 1969 wissenschaftlicher Assistent an der TU München und anschließend von 1969 bis 1971 wissenschaftlicher Angestellter an der Cornell University, Ithaca, USA. Nach der Rückkehr war er an der Kernforschungsanlage Jülich zunächst ab 1971 Gruppenleiter und von 1975 bis 1983 Direktor des Instituts für Festkörperphysik der Kernforschungsanlage (KFA) in Jülich, wo er 1974 stellvertretender Vorsitzender des Wissenschaftlich-technischen Rats und ab 1976 Mitglied des Aufsichtsrats war. Gleichzeitig war er von 1975 bis 1983 ordentlicher Professor für Experimentalphysik an der Universität zu Köln. Von 1983 bis 1997 war er Professor für Experimentalphysik an der Universität Bayreuth. Anschließend forschte und lehrte er bis zu seiner Emeritierung 2003 als Professor für Festkörperphysik bei tiefen Temperaturen an der TU Dresden.
Als Gastprofessor wirkte Pobell am Technion Haifa, am National Physical Laboratory Delhi, dem Kapiza-Institut Moskau, an der Universität Tokio, der Universität von Florida und der Technischen Universität Helsinki.
In seinen wissenschaftlichen Arbeiten beschäftigte sich Pobell zunächst mit Eigenschaften des superfluiden Heliums. Seit 1975 standen die Erzeugung und Messung extrem tiefer Temperaturen sowie das Verhalten der Materie bei diesen Temperaturen im Vordergrund. Hierbei erzeugte er mehrfach die tiefsten Temperaturen, zu denen Materie abgekühlt wurde. Sein am 5. Januar 1988 an der Universität Bayreuth aufgestellter Tieftemperaturweltrekord von 1,5 Mikrokelvin über dem absoluten Nullpunkt (−273,15 °C) hat noch heute Bestand.
Von 1996 bis 2003 war Pobell wissenschaftlicher Direktor und Sprecher des Vorstandes des Forschungszentrum Dresden-Rossendorf. Von 2002 bis 2004 leitete er den Aufbau des Hochfeldlabors Dresden, einer Einrichtung, in der die höchsten gepulsten Magnetfelder erzeugt werden können.
Unter den wissenschaftspolitischen Tätigkeiten in vielen nationalen und internationalen Gremien sind Pobells Wirken als Vizepräsident der Internationalen Union für Reine und Angewandte Physik von 1990 bis 1996 und als Präsident der Leibniz-Gemeinschaft von 1998 bis 2001 besonders erwähnenswert.
Pobell ist evangelisch und heiratete 1959 Christel Köhler. Aus dieser Ehe gingen die Kinder Derick (1960–2014), Annette und Kathrin hervor. Später heiratete er die Molekularbiologin Sonja Selenksa.

## Auszeichnungen
Pobell ist seit 1999 Mitglied der Sächsischen Akademie der Wissenschaften sowie seit 2002 Mitglied der Deutschen Akademie der Technikwissenschaften (Acatech).
- 1982: Award der Japan Society for the Promotion of Science
- 1988: Emil-Warburg-Preis der Emil-Warburg-Stiftung
- 1990: Akademie-Stipendium der Volkswagen-Stiftung
- 1992: Lise-Meitner/Alexander-von-Humbodt-Preis des Israelischen Ministeriums für Wissenschaft und Technik
- 1996: Medaille in Gold der Stadt Bayreuth
- 2003: Verdienstkreuz 1. Klasse des Verdienstordens der Bundesrepublik Deutschland
- 2007: Ehrenzeichen der Bulgarischen Akademie der Wissenschaften (mit Sonja Selenska-Pobell)

## Schriften
- Etwa 230 Publikationen in internationalen wissenschaftlichen Zeitschriften
- Mitherausgeber des Journal of Low Temperature Physics, Springer-Publishing New York 1992–2005
- Monographie Matter and Methods at Low Temperatures, Springer-Verlag Berlin Heidelberg New York 1992 (1. Aufl.), 1996 (2. Aufl.), 2007 (3. Aufl.)
- Begegnungen im Pirin Gebirge, Projekte Verlag, Halle 2009, ISBN 978-3-86634-668-0; in bulgarischer Sprache: Verlag Roboread, Sofia 2011, ISBN 978-954-92436-6-6
- Der absolute Nullpunkt – ein Reisebericht, Projekte Verlag, Halle 2010, ISBN 978-3-86237-139-6